# Párkányi József
Párkányi József, 1941-ig Prunner Gyula (Türje, 1920. július 8. – Székesfehérvár, 2012. november 29.) római katolikus pap, jogász, nyugalmazott püspöki helynök, kanonok, címzetes babócsai apát.

## Élete
1920. július 8-án született Türjén, Prunner Gyula néven Prunner György (1886–?) és Gyöngy Mária (1891–1935) gyermekeként. A keszthelyi Premontrei Gimnáziumban (ma Vajda János Gimnázium) érettségizett 1940-ben, majd teológia szakra iratkozott be Veszprémben. 1944. november 27-én tiltakozott Mindszenty József nyilasok általi letartóztatása ellen, ami miatt két nappal később őt is börtönbe zárták. 1944. december 7-én Mindszenty szentelte pappá Veszprémben a börtönkápolnában. A nyilasok december 22-én a sopronkőhidai fegyházba, majd az Isteni Megváltó Leányainak soproni zárdájába internálták püspökével, tanáraival, kispaptársaival együtt. Szabadulását követően 1945 és 1947 között Külsővaton káplán, majd a veszprémi püspöki levéltárban levéltáros, később püspöki titkár. 1948-ban a Pázmány Péter Tudományegyetemen egyházjogból doktorált, értekezésének címe: A magyar magánkegyúri joggal kapcsolatos eljárások a trianoni Magyarország idején. 1956-ban rövid időre internálták Kistarcsára. 1957-től újra püspöki titkár, majd 1958-ig Pókaszepetk plébánosa. Feltehetően Mindszenty Józseffel való kapcsolata és 1956-os tevékenysége miatt az Állami Egyházügyi Hivatal nyomására fokozatosan elszigetelték és marginalizálták, és egy eldugott zalai faluba, Zalamerenyére helyezték 1958-ban, ahol egészen 1985-ig szolgált plébánosként. 1985 és 1990 között Tapolcán plébános, majd a rendszerváltást követően a veszprémi Szent Margit-templom plébánosának nevezték ki. 1973-tól szentszéki bíró, 1975-től zsinati vizsgáztató és püspöki tanácsos. 1988-ban babócsai címzetes apáti, 1990-ben székesegyházi kanonoki rangot kapott, majd 1990-től 1991-ig püspöki irodaigazgató és általános püspöki helynök volt. 1997-ben nyugállományba vonult.

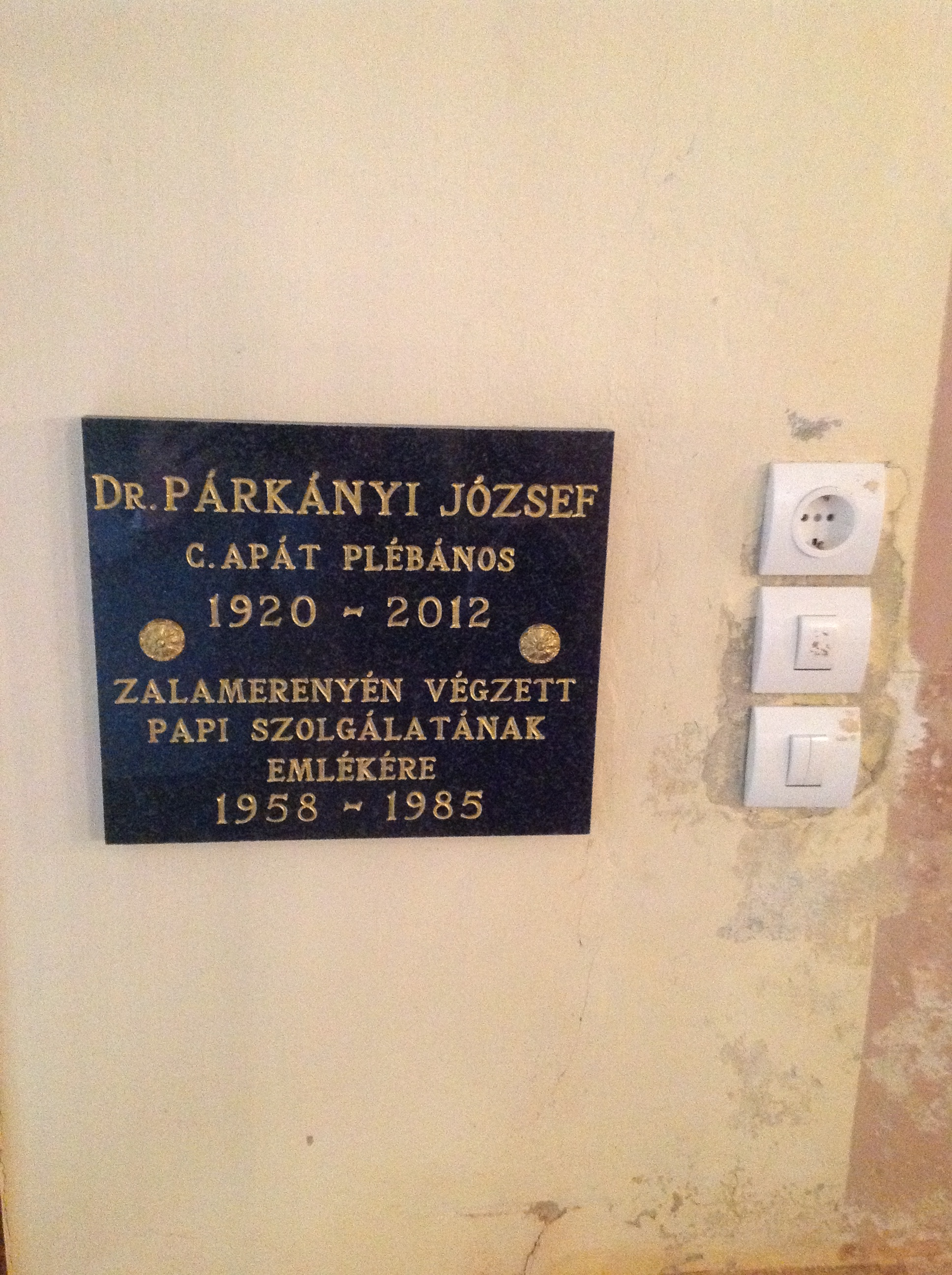
Párkányi József emléktáblája a zalamerenyei templomban

2011. november 4-én Mindszenty-emlékérmet kapott, melyet a Parlamentben vehetett át.